# Fuertesimalva jacens
Fuertesimalva jacens là một loài thực vật có hoa trong họ Cẩm quỳ. Loài này được (S.Watson) Fryxell mô tả khoa học đầu tiên năm 1996.